# Marcelino Freyre
Marcelino Estanislao Freyre (Rosario, 13 de noviembre de 1846 - Rosario, 26 de junio de 1879) fue un militar y político argentino.

## Biografía
Nació el 13 de noviembre de 1846 en la ciudad de Rosario de Santa Fe, siendo sus padres el coronel de Sanidad Dr. Marcelino Freyre Rodríguez del Fresno (nacido en Santa Fe y sobrino político del brigadier Estanislao López y de Domingo Cullen) y María Salomé Maciel de la Quintana.
En junio de 1865, al estallar la Guerra de la Triple Alianza, se unió como oficial voluntario (subteniente) al batallón Santafecino, organizado por el coronel José María Ávalos, con el que participó en la batalla de Yatay (17/8/1865) y en el sitio de Uruguayana del 18 de septiembre de 1865, pero una enfermedad lo marginó de la lucha en octubre del mismo año y debió regresar a su ciudad natal.
En diciembre de 1866, debido a que su enfermedad le impedía retornar al Paraguay, se incorporó como teniente primero al Batallón 7.º de Infantería, organizando el general Wenceslao Paunero, en el que haría toda su carrera militar. Marchó al norte para aplacar la rebelión del coronel Felipe Varela y del general Juan Saá, que culminó con la victoria de San Ignacio, en San Luis, el 1 de abril de 1868.
De mayo a septiembre de ese año, el Batallón 7.º reprimió revueltas en Mendoza, San Juan, La Rioja y Córdoba, destacándose tanto que, en septiembre de 1868, fue ascendido a capitán supernumerario.
En 1869, en Salta y Tucumán, intervino para sofocar la sublevación de los Taboada, y en abril de 1870 la de González en Santa Fe. El 26 de agosto del mismo año fue ascendido a sargento mayor graduado.
En diciembre el Batallón partió a Concordia para combatir al general rebelde Ricardo López Jordán, participando en la Batalla de Ñaembé, del 27 de enero de 1871, que consolidó el gobierno de Domingo Faustino Sarmiento. Más tarde permaneció apostado en Córdoba para, a principios de 1872, ser enviado a la frontera bonaerense. En marzo del mismo año fue designado segundo jefe del 7.º Batallón de Línea, que permanecía guarnecido en el Fuerte General Paz, entonces Partido de Nueve de Julio.
El 24 de julio fue ascendido a sargento mayor efectivo. En febrero de 1872 el Batallón pasó a Buenos Aires, y en abril al Fuerte General Paz, en la Frontera Oeste, siendo nombrado 2.º Jefe del Batallón.
El 25 de enero de 1873, después de recibir el ascenso a teniente coronel graduado, marchó a Entre Ríos a sofocar la segunda rebelión de López Jordán, que terminó con la Batalla de Don Gonzalo, del 8 de diciembre de 1873, luego de la cual, y por los méritos de su desempeño en combate, fue ascendido a teniente coronel efectivo. De regreso a Buenos Aires, 26 de noviembre de 1874, luchó en la batalla de La Verde, esta vez incorporado al ejército del coronel José Inocencio Arias, que terminó con el levantamiento de Mitre.
En enero de 1875 volvió al Fuerte General Paz, donde permaneció entre 1875 y 1876, y el 8 de abril fue confirmado como jefe del 7.º Batallón.
El 16 del mismo mes se casó con María Fraga López, con quien tuvo tres hijos a los que apenas conoció: María Inés, que murió de pequeña; Marcelino Rosendo, que falleció el 5 de septiembre de 1936; y María Salomé, que murió el 27 de mayo de 1960. Su esposa falleció el 18 de julio de 1933.
En marzo de 1876 es designado jefe de la División Oeste por el ministro de guerra Adolfo Alsina, integrada por el Regimiento 2 de caballería de línea, al mando del comandante Enrique Godoy, el 7.º Batallón de Infantería, al mando del comandante Eliseo Acevedo; un piquete de artillería con dos cañones de nuevo sistema, al mando del teniente Parkinson, 34 Guardias Nacionales mandados por el capitán Carrasco y 60 indios amigos, comandados por el cacique Maldonado; 6 jefes, 35 oficiales, y 645 hombres de tropa. Con un total de 686 hombres, el 19 de marzo de 1876 partió desde el fuerte San Carlos (actual Bolívar) en cumplimiento de la orden superior de adelantar la frontera a la Laguna del Monte, actualmente Guaminí, punto que ocupó el 30 de marzo, estableciendo el fuerte San Martín.
En este punto, entre el 11 y el 14 de abril, fue sitiado por 3000 originarios en un área apenas superior a seis manzanas, atacados a toda hora, aún bajo lluvias torrenciales. La gran concentración de indígenas sobre Freyre permitió que las demás divisiones ocuparan Trenque Lauquen, Carhué y Puán sin oposición. En reconocimiento a su valor, el mismo Ministro Alsina obsequió a Freyre su breque de campaña.
El 24 de mayo de 1876, Freyre fundó la hoy ciudad de Santa María de Guaminí, en el margen sudoeste de la laguna del Monte.

## Fundación de Guaminí
La columna del Tte. Cnel. Freyre partió del Fuerte San Carlos (Bolívar) el 19 de marzo de 1876 a las 8:30 (la vanguardia al mando del Capitán García había partido el día anterior a ocupar el paraje conocido como "Cabeza de Buey" distante unos 30 km de San Carlos), llegando a la Laguna del Monte o Guaminí el 30 de ese mes a las 10 de la mañana, luego de recorrer 206.069 varas medidas por el Ingeniero Alfredo Ebelot, que estaba a cargo de la construcción de la zanja y viajó con la División Oeste.
El orden de marcha de la División era el siguiente: a la izquierda el Batallón 7.º precedido por la artillería, a la derecha el Regimiento 2.º, a retaguardia los carruajes y carros, sobre los flancos las tropillas, los bueyes y demás hacienda destinada a abastecer la División. A media legua de la columna iban las descubiertas y a los flancos destacamentos de flanqueadores. La Conquista del Desierto, Maximiliano Du Flurer, 1876.
En el informe que el Comandante Freyre elevó al Ministro de Guerra Alsina, con fecha 26 de febrero del año siguiente, describe la ubicación y estado del Campamento "Guaminí”:

Este campamento situado á medios rumbos y en una lomada, ocupa por el momento una extensión de 372.000 varas cuadradas, teniendo á su frente á 10 cuadras el Arroyo "Mayo-leofú", á igual distancia a su derecha la gran "Laguna del Monte" o “Guaminí"...

Del terreno ocupado por el Campamento se han foseado 360 varas de frente por 220 de fondo, donde están los cuarteles de los cuerpos de línea, una plaza de instrucción y corrales para la caballada. Dos de las manzanas ocupan los cuerpos, otras dos están destinadas para alojamientos de oficiales, Detall, Comandancia y demás reparticiones anexas á ella. De las manzanas del frente, una está ocupada por el Gefe de la Frontera, el del Detall y la Guardia Nacional, y la otra por el Gefe accidental del Regimiento 2.º y por Oficiales de dicho Cuerpo y del Batallón 7º.

Se ha dado principio a la construcción de los cuarteles, habiéndose hecho ya dos casas para Gefes de Cuerpo, tres galpones de 21 varas de largo por 9 de ancho, con corredores á los costados de 2½ varas, para alojamiento de tropa y un rancho de 6 varas para Oficina Telegráfica. Todas estas construcciones de material cocido; y además, 30 ranchos de adobe para alojamiento de oficiales, Detall y Comercio.

En el centro de la Plaza se ha construido una estrella que puede ser ocupada por 150 hombres en caso necesario; y en las esquinas del cuadro cuatro mangrullos de 3 varas de radio.

Se ha procedido a delinear un pueblo dividido en manzanas de 100 varas por costado, con calles de 20 y 30 varas de ancho; subdividiendo las manzanas en solares de 25 varas por 50, las que se dan en propiedad con la condición de hacer un rancho de material y rodeado de pared. De estas manzanas hay algunas cercadas con pared de adobón de 1¼ vara de alto por una en su base, y otras lo serán con pared de tápia.
La Nueva Línea de Fronteras, Informe del Ministro Adolfo Alsina, 1877.

Consérvase a un kilómetro de la villa, casi al borde de la laguna el campamento de 300 metros por lado, con foso y parapeto de tierra, dentro del cual pasó un año la división bajo las inútiles carpas, batallando de día y de noche...
Estanislao Cevallos, 26 de noviembre de 1879, Viaje al País de los Araucanos.

El 24 de mayo de 1876 fundó el pueblo con el nombre Santa María de Guaminí, en honor a la Virgen y a su esposa.
La División fue sitiada entre el 11 y el 14 de abril por los caciques Manuel Namuncurá, Antemil, Juan José Catriel y Pincén. Así refiere los acontecimientos de esos días el teniente Federico Zeballos, del 7.º Regimiento:

...se pelea a todas horas. De día, para que coman los caballos y la hacienda del consumo; de noche en la defensa de los zapadores, entreverándose a veces a arma blanca los indios y las tropas pues, envueltos entre las tinieblas de las más frías y horribles noches lluviosas, vienen audazmente hasta los fosos a sorprender las guardias.

Mientras unos comen o duermen otros se baten y nos relevamos en esta constante tarea, pues, en todo el círculo del horizonte no vemos sino indios que pueblan los aires de estridentes alaridos, blandiendo las lanzas, cuyas moharras relampaguean cuando el sol ilumina el cuadro grandioso que se desarrolla en esta inmensa soledad. No es posible aislarse sin perecer como ha sucedido a varios desgraciados. El enemigo nos arroja cuerpos mutilados y clava cartas en chuzas, amenazándonos con la degollación; pero nuestras armas los diezman y desbaratan habiendo conseguido al fin que ya no se pongan a tiro... No tenemos carne, ni abrigo, ni techo, pues las carpas vuelan arrebatadas por los vientos, tan fuertes como constantes. No fumamos, carecemos de leña, tomamos el agua del arroyo a viva fuerza, y sabemos que no hay esperanzas de recibir provisiones, reduciéndonos a comer los caballos que quitamos o herimos al enemigo. Los campos arden en todas direcciones, proporcionándonos de noche un espectáculo entre grandioso e infernal.

## Campaña del Desierto
Alsina falleció el 29 de diciembre de 1877, siendo reemplazado como ministro de Guerra por Julio Argentino Roca, que comenzó la primera parte de su plan ofensivo.
Los distintos regimientos comenzaron a atacar a los indios en sus propias tolderías, obligándolos a escapar hacia la Cordillera. Respecto a la actividad de la División Oeste, valga este fragmento de un telegrama dirigido por Roca a Freyre:

... el resultado de su expedición no podía ser más satisfactorio, y lo felicito por el celo y actividad que ha demostrado.

Pero el rigor al que se expuso Freyre minó su salud y, ya a fines de 1877, se encontraba muy enfermo. Así y todo, el 21 de enero de 1879 emprendió una expedición contra Namuncurá y Baigorrita con 250 hombres. El resultado de la campaña de 80 leguas fue: dos capitanejos, 148 lanceros y 420 indios de chusma prisioneros, 1 cacique, 3 capitanejos y 50 lanceros muertos y 38 cautivos rescatados. Fue su última expedición.
Estaba en su Rosario natal cuando el 7 de abril de 1879 recibe esta carta:

Siento verdaderamente que después de haber Ud. contribuido a destruir las tribus de La Pampa, lo que va a hacer la expedición al Río Negro una marcha ordinaria, no sea Ud. de los que den fin a la obra. Pero esto no importa para su gloria y para su nombre. Cuídese y sane, que aún hemos de tener tiempo para aprovechar, en servicio del país sus brillantes cualidades.

El 14 me voy. Antes he de tener el gusto de estrechar su mano. Su afectísimo amigo Julio A. Roca.

El 14 de junio de 1879 el Congreso Nacional había prestado acuerdo para otorgarle el grado de coronel. Pero esto no se concretó, porque el 26 de junio dejó de existir a la edad de 32 años.

## Freyre y la Logia de Guaminí
A mediados del mes de abril de 1878 llegó a Guaminí el doctor Hipólito Girgois, enviado por el Gobierno para la atención sanitaria de la tropa y de los pobladores. Girgois –muy activo para la fundación de logias- con fecha 25 de abril escribe a la Gran Logia:

Hay aquí muy buenos elementos para establecer una logia en los confines de la Pampa. Solamente uno es masón, de la logia Regeneración, es el mayor don Luis Cerro. Los otros Comandantes y Mayores son muy dispuestos, sobre todo el comandante Freyre, jefe de la Frontera, que hará todo para el buen éxito de la idea...
Como es muy lejos, y de difíciles comunicaciones y algo peligrosas, creo que no habrá inconveniente al concederme los poderes necesarios para colar grados hasta el Tercero y establecer la logia.

El 14 de mayo se autorizó a proceder conforme a lo que había solicitado. En virtud de ello, el 29 de mayo el doctor Girgois procedió a iniciar a Marcelino E. Freyre, cuyo progenitor fue miembro de las logias de Rosario y Santa Fe; Rosendo María Fraga (1856-1928), también hijo de masón y cuñado de Freyre, quien coronó su carrera militar con la jerarquía de Teniente General, desempeñándose como Ministro de Guerra y Jefe de la Policía Federal; Enrique Godoy (1850-1912), quien también ascendió a Teniente General y fue Ministro de Guerra, Gobernador de la Provincia de San Juan y senador Nacional; Daniel Cerri (1841-1914), más tarde General de Brigada y Gobernador del Territorio Nacional de Los Andes; y Dionisio Álvarez (1844-1906), que con el grado de Coronel, fue Inspector de Milicias en los Territorios Nacionales.
Además de los citados militares, Girgois inició a José Miró, español de 28 años, farmacéutico militar; y a Juan Martínez, argentino de 43 años, comerciante. Cumplimentada esa primera etapa, el 2 de junio siguiente quedó formalmente fundada la logia, con el título distintivo de Luz del Desierto. Sus primeras autoridades quedaron constituidas en la forma siguiente: Venerable Maestro (Presidente) Hipólito Girgois; Primer Vigilante, Marcelino E. Freyre; Segundo Vigilante, Enrique Godoy Quiroga; Orador, Luís l. Cerro; Secretario, Rosendo María Fraga; Tesorero Juan Martínez; Hospitalario: José Miró; y Director de Ceremonias, Dionisio Álvarez. Como delegado ante la Gran Logia designan al doctor Francisco Pinedo, de la logia Regeneración de Buenos Aires.